# Patsy Dougherty
Pour les articles homonymes, voir Dougherty.
Patrick Henry Dougherty (né le 27 octobre 1876 à Andover, New York et mort le 30 avril 1940 à Bolivar, New York, États-Unis) est un joueur de baseball qui évolue dans les Ligues majeures à la position de voltigeur de 1902 à 1911.
Il joue pour les Americans de Boston de 1902 à 1904, pour les Yankees de New York de 1904 à 1906, et pour les White Sox de Chicago de 1906 à 1911.
Il est notoire pour ses performances en Série mondiale 1903, la première Série mondiale moderne, gagnée par les Americans de Boston sur les Pirates de Pittsburgh. Aligné au champ gauche le 2 octobre 1903 dans le deuxième match de la série gagnée par Boston cinq matchs à trois, Dougherty est le premier joueur de l'histoire à réussir deux coups de circuit dans un match de Série mondiale. L'un de ceux-ci est un circuit à l'intérieur du terrain en fin de première manche, le deuxième de l'histoire des Séries mondiales (Jimmy Sebring en avait réussi un la veille pour Pittsburgh) et le seul réalisé par le premier frappeur d'une équipe dans un match de Série mondiale jusqu'à ce que l'exploit soit réédité en Série mondiale 2015 par Alcides Escobar.
En 1903, Dougherty mène la Ligue américaine avec 195 coups sûrs et 107 points marqués. Habituellement premier joueur de l'alignement des frappeurs des Americans, il mène aussi l'Américaine pour les passages (647) et présences officielles au bâton (590). Il mène les deux ligues majeures avec 113 points marqués et 647 présences au bâton lors de sa saison 1904 partagée entre Boston et New York. 
Il participe à la conquête de la Série mondiale 1906 par les White Sox de Chicago et, comme représentant de cette même équipe, est premier de la Ligue américaine pour les buts volés avec 47 en 1908.
Patsy Dougherty dispute 1 233 matchs de saison régulière en 10 ans dans le baseball majeur. Lanceur droitier et frappeur gaucher, il compte 1 294 coups sûrs dont 138 doubles, 78 triples et 17 circuits. Il a accumulé 678 points comptés et 413 points produits, et frappé dans une moyenne au bâton de ,284. Dougherty compte 261 vols de buts en carrière.